# Cosmes

Cosmes este o comună în departamentul Mayenne, Franța. În 2009 avea o populație de 329 de locuitori.